# Peter Kaufmann (Ökonom)
Peter Kaufmann (* 10. Juli 1803 in Virneburg; † 18. Februar 1872 in Koblenz) war ein deutscher Nationalökonom und Hochschullehrer. Er machte sich auf dem Gebiet der Friedensforschung und der Landwirtschaft verdient.

## Leben
Kaufmann war Sohn des Bürgermeisters von Virneburg. 1811 zog er mit seiner Familie nach Koblenz. Dort bestand er 1821 als einer der Besten die Reifeprüfung am Koblenzer Gymnasium. Er absolvierte unter anderem an der Universität Bonn ein Studium der Staatswissenschaften, der Militärtheorie, des Bergbaus und der politischen Ökonomie. Seine Promotion erfolgte 1827 an der Universität Heidelberg mit der Dissertation De falsa Adami Smithi circa bilanciam mercatoriam theoria. Danach war er Regierungsreferendar in Koblenz. 1828 habilitierte er sich an der Bonner Universität und erhielt die venia legendi für das Fach Kameralwissenschaft.
Kaufmann wurde durch Minister Karl vom Stein zum Altenstein nach Berlin beordert. Dort wurde er mit Johann Gottfried Hoffmann, dem Direktor des Königlich Preußischen Statistischen Bureaus, bekannt gemacht. In Berlin konnte er weitere kameralistische Studien machen und wirkte dort ebenso als Privatdozent. Seine Schrift Rheinpreussen und seine staatswirthschaftlichen Interessen in der heutigen Europäischen Staatenkrise von 1831 veranlasste König Friedrich Wilhelm III. von Preußen, ihm eine außerordentliche Professur der Staatswissenschaft an der Universität Bonn zu übertragen. Seine Vorlesungen wurden unter anderem von Albert von Sachsen-Coburg und Gotha und Karl Marx gehört. 1832 gehörte er zu den Gründungsmitgliedern, die in Schleiden den ersten Eifelverein Verein zur Beförderung der Landwirtschaft, des Gewerbefleißes, der Intelligenz und Sittlichkeit in den Eifelgemeinden ins Leben riefen. Er wurde Vorstand und Herausgeber der Zeitschrift des Vereins. In dieselbe Position gelangte er beim Landwirthschaftlichen Verein des Niederrhein, den er 1833 mitgründete. Hier gab er bis 1837 den Niederrheinischen landwirthschaftlichen Anzeiger heraus.
Kaufmann wurde 1837 Direktor des landwirtschaftlichen Instituts der Universität Bonn. Seit seiner Hochzeit 1841 lebte er in Daun. Kaufmann gelang es, auf die Not der Eifel sowie der Winzer an der Mosel, an der Ahr und am Rhein aufmerksam zu machen. 1849 unterbreitete er der Regierung den Vorschlag zur Einführung von Volksbüchern als Mittel allgemeiner Verbreitung volkswirtschaftlicher Kenntnisse. Zwischen 1850 und 1861 versuchte er, eine ordentliche Professur der Staatswissenschaft in Bonn zu erlangen. Diese Anträge wurden jedoch sämtlich abgelehnt. 1866 wurde eine psychische Erkrankung Kaufmanns bekannt. Aufgrund dieser musste er 1866/1867 in einer psychiatrischen Einrichtung in Kessenich aufgenommen werden.
Kaufmann gilt als Vordenker des Institut de Droit international, das 1904 mit dem Friedensnobelpreis ausgezeichnet wurde.
Der Politiker Christoph Becker war sein Schwiegersohn.

## Werke (Auswahl)
- Skizzen zur ökonomischen und kameralistischen Verbesserung der Eifel, Gelehrten-Buchhandlung, Koblenz 1826.
- De falsa Adami Smithi circa bilanciam mercatoriam theoria, Engelmann, Bonn 1827.
- Untersuchungen im Gebiete der politischen Ökonomie: betreffend Adam Smith's und seiner Schule staatswirthschaftliche Grundsätze, 2 Bände, Marcus, Bonn 1829–1830.
- Rheinpreussen und seine staatswirthschaftlichen Interessen in der heutigen Europäischen Staatenkrise, oder vergleichende Betrachtungen über den frühern und den gegenwärtigen Zustand der Königlichen Preussischen Rheinlande mit Vorschlägen und atatistischen Nachweisungen, Dümmler, Bonn 1831.
- Propädeutik zur Kameralistik und Politik: ein Handbuch der Encyklopädie, Methodologie u. Litteratur der Kameral- und Staatswissenschaften zum Gebrauche für Verwaltungsbeamte, Kameralbeflissene und Juristen, Habicht, Bonn 1833.
- Das dringendste Bedürfnis der Rheinprovinz, oder Beantwortung der Frage, wie können mittelst unbedeutender Opfer von Seiten der Regierung dem Preussischen Rheinlande mehre Millionen gewonnen und erhalten werden, Bonn 1835.
- Die Idee und der praktische Nutzen einer Weltakademie des Völkerrechts, Habicht, Bonn 1855.
- Die Wissenschaft des Weltfriedens im Grundrisse, 1866.